# Hogna subrufa
Hogna subrufa este o specie de păianjeni din genul Hogna, familia Lycosidae. A fost descrisă pentru prima dată de Karsch, 1878.
Este endemică în Tasmania. Conform Catalogue of Life specia Hogna subrufa nu are subspecii cunoscute.